# Увиванець
Увиванець — народний масовий парний танець, в якому танцюристи показують свою вправність, в'юнкість. Темп увиванця швидкий, музичний розмір 2/4. Поширений на Західній Україні.
У селі Приборжавське в Закарпатській області танець виконували під пісню «Ей, такий у ня любко».